# Firhill Stadium
Firhill Stadium est un stade de football et de rugby à XV situé à Glasgow, en Écosse. Ce stade accueille le Partick Thistle FC qui y joue ses matches à domicile depuis 1908 et les Glasgow Warriors, franchise qui dispute la H Cup et la Ligue Celtique, de 2005 à 2012.

## Structure de l'enceinte
Ce stade a une capacité de 10 102 places toutes assises. Il est le stade de Partick Thistle depuis sa construction en 1909, permettant à l'équipe de s'installer durablement. En effet, depuis sa création en 1876, le club avait joué ses matches à domicile dans de nombreux stades, dont Kelvingrove, Jordanvale Park, Muir Park et enfin Muir Park où ils étaient depuis 1891. Mais en 1908, ils furent forcés de quitter ce stade, le terrain étant réquisitionné pour la construction d'un chantier naval, car il était situé au bord de la Clyde.
Le club décida alors d'acheter lui-même son terrain pour être propriétaire de son stade. Ils trouvèrent un terrain appartenant à la Caledonian Railway (en) et disponible à la vente dans le quartier de Maryhill (en). Ils l'achetèrent 5 500£ et la construction du stade fut entreprise aussitôt l'achat effectué. Le match inaugural, prévu pour le 21 août 1909, fut repoussé d'un mois pour attendre l'homologation au sujet de la sécurité du public accueilli.
Le tribune principale (Main Stand) a été construite en 1927 par David Mills Duncan, disciple d'Archibald Leitch. Dans les années 1930, le stade accueille des courses de lévriers afin de générer des revenus supplémentaires. Dans les années 1950, les terrasses furent couvertes et l'éclairage nocturne installé. Le premier match à en bénéficier fut une rencontre amicale contre les Anglais de Tottenham Hotspur en novembre 1955.
Firhill a été le lieu du tout premier match de Coupe d'Europe à se tenir à Glasgow lorsqu'il accueillit le match entre les Suédois de Djurgårdens et Hibernian, le 23 novembre 1955, en quarts de finale de la Coupe des champions 1955-56, première édition de cette compétition. Ce match, remporté 3 - 1 par Hibernian, correspondait en fait au match à domicile de l'équipe suédoise, mais qui n'avait pas pu se tenir en Suède à cause des conditions climatiques.
La réforme des normes de sécurité de 1977 obligea à réduire la capacité d'accueil de 40 000 à 20 500 places. En 1986, Firhill est devenu le premier stade d'Écosse de l'ère moderne à accueillir les matches à domicile de deux équipes différentes, quand Clyde s'y est installé après leur départ du Shawfield Stadium et en attendant la livraison de son nouveau stade, le Broadwood Stadium. Ce partage dura jusqu'en 1991 mais ce fut ensuite Hamilton Academical qui partagea le stade avec Partick Thistle lors de deux périodes distinctes, de 1994 à 1997 puis de 1999 à 2001 entre le départ de leur ancien stade, le Douglas Park et l'installation dans leur New Douglas Park..
Un système de chauffage de la pelouse fut installé en 1994 et la tribune Nord (North Stand) de 2 014 places assises a été inaugurée en 2002 pour répondre au critère de la Scottish Football League qui imposait aux clubs de Premier League d'avoir un minimum de 10 000 places assises. Ironiquement, ce critère fut redescendu à 6 000 places assises peu de temps après la fin des travaux et de plus, Partick Thistle fut relégué à la fin de la saison 2003-04 en First Division et n'était donc plus obligé par ce critère. La tribune Nord, qui originellement faisait les deux tiers de la largeur du terrain, fut toutefois agrandie en 2003. La construction de cette tribune fut financée par la vente de terrains jouxtant le stade et qui appartenaient aux clubs et sur lesquels ont été construits des logements étudiants.
La tribune principale, dont la capacité avait été ramené de 6 000 à 3 000 places pour des raisons de sécurité, n'était plus utilisée depuis janvier 2006 jusqu'au retour de Partick Thistle dans l'élite en 2013, à cause de coûts de maintenance trop élevés pour. Il n'y avait que pendant les matches de gala ou de grande importance (réception des Rangers, dernier match de la saison lorsqu'il y avait un enjeu) que cette tribune était rouverte. Depuis 2013, elle sert pour les supporteurs adverses.
Les supporteurs du club sont eux installés dans la tribune Jackie Husband (nommée d'après l'ancien joueur du club (en)), en face de la tribune principale. Elle a été construite en décembre 1994 et a une capacité de 6 263 places assises.

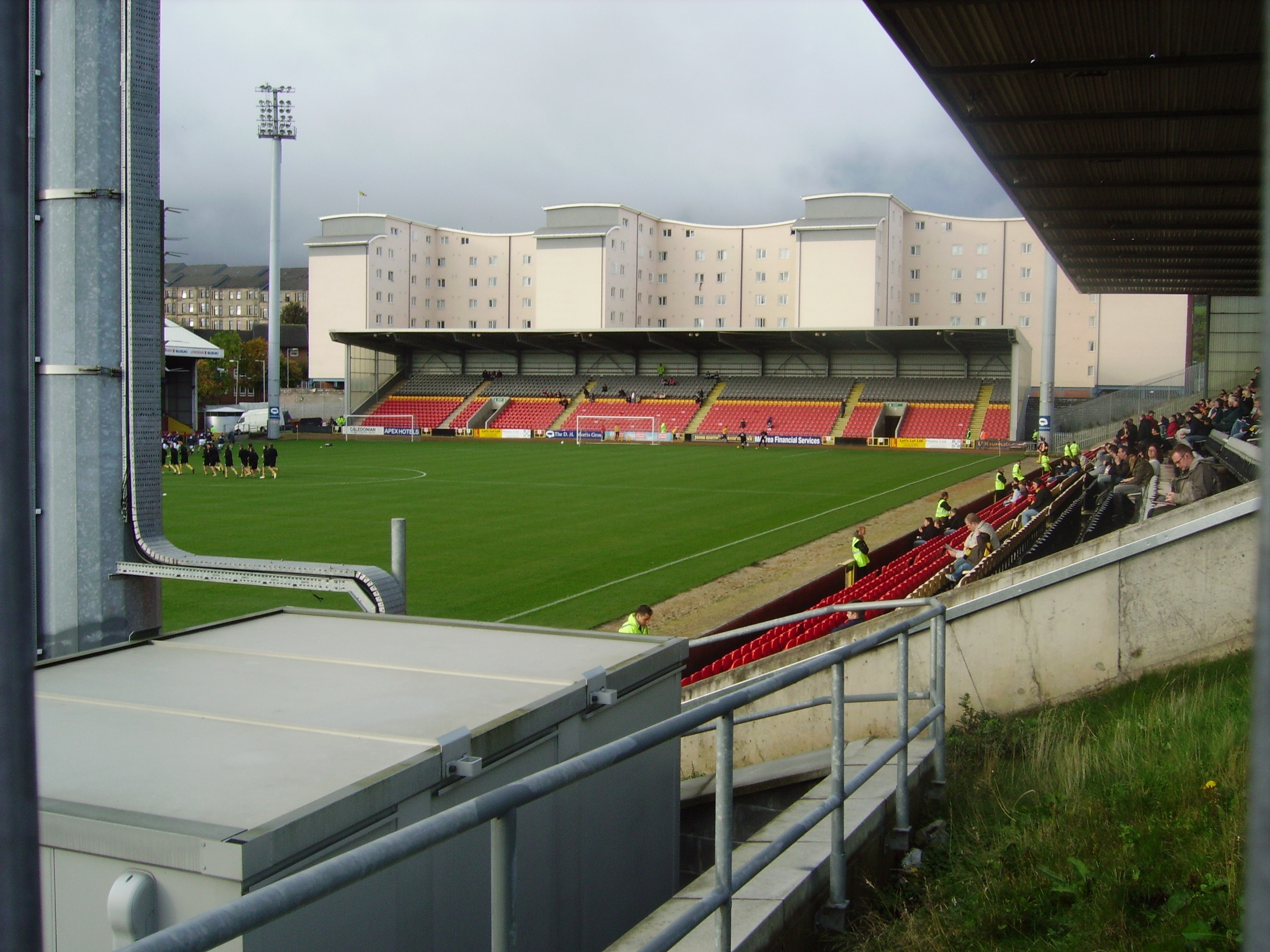
La North Stand avec les logements étudiants qui la jouxtent.
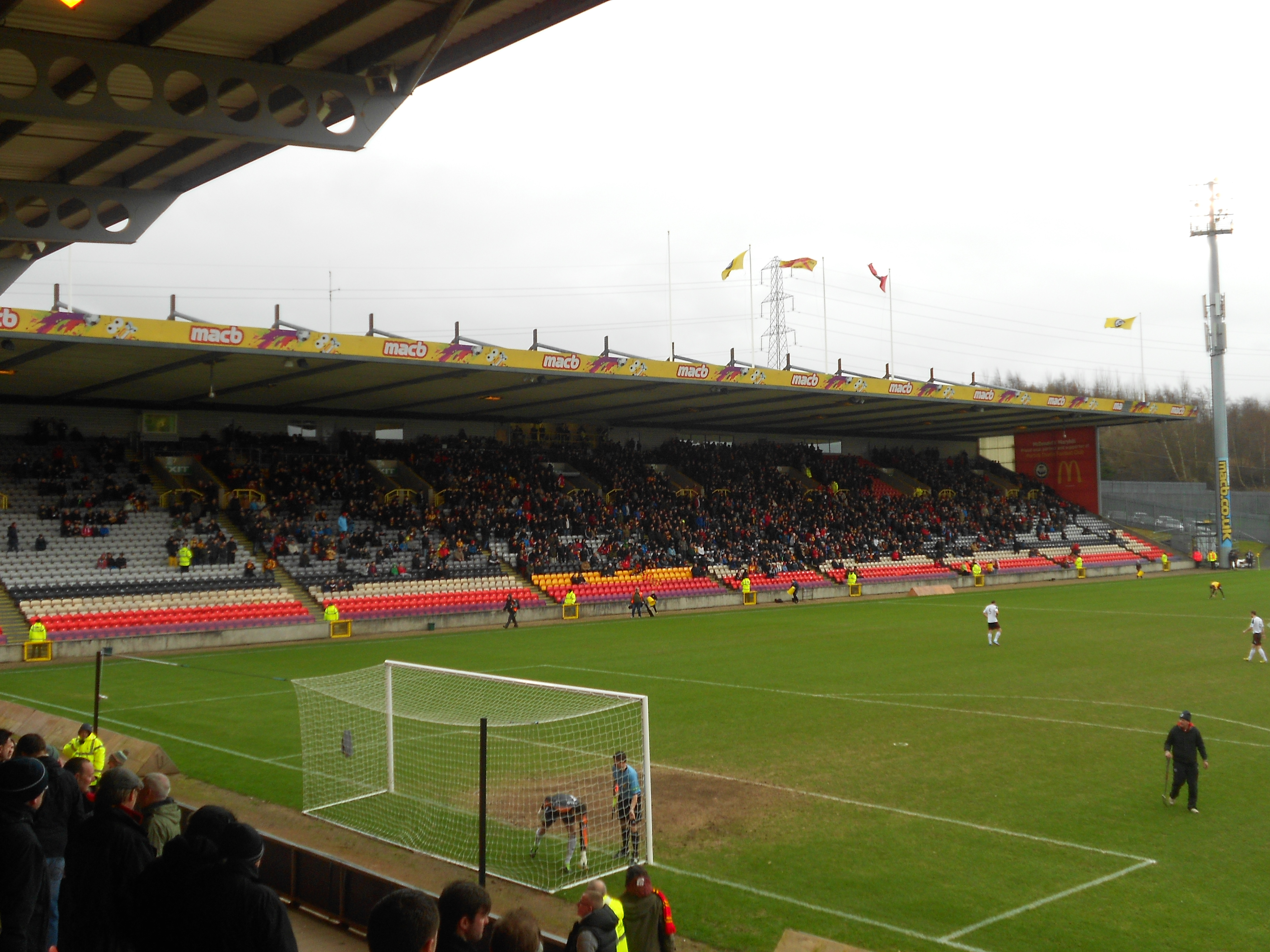
La Jackie Husband Stand.

Le stade accueille aussi des matches de rugby, devenant le stade de l'équipe des Glasgow Warriors en décembre 2005, après avoir quitté Hughenden Stadium. Après y être retourné en 2006, ils s'installèrent de nouveau à Firhill en 2007 jusqu'en 2012, où ils s'installèrent au Scotstoun Stadium.
Des matches de rugby à XIII ont aussi eu lieu, notamment le tout premier match sur son sol de l'équipe d'Écosse de rugby à XIII en 1996 (victoire contre l'Irlande) ou encore des matches de la Coupe du monde 2000.
Le stade a été utilisé pour filmer des scènes de la série Football Crazy de la série Taggart, comme stade l'équipe fictive du Strathclyde FC. On le voit aussi dans la mini-série Single Father (en) avec David Tennant. Il peut aussi être aperçu dans Trainspotting.

## Affluence
Le record d'affluence a été établi le 25 février 1928 pour un match de British Home Championship entre l'Écosse et l'Irlande avec 54 728 spectateurs, le seul match international de football à s'y être déroulé. Pour ce qui est de Partick Thistle, le record date de 1922 pour un match contre les Rangers avec 49 838 spectateurs.
Les moyennes de spectateurs pour les précédentes saisons sont :
- 2014-2015: 3 777 (Premiership)
- 2013-2014: 5 001 (Premier League)
- 2012-2013: 3 614 (First Division)

## Transport
La gare la plus proche est la gare de Maryhill (en), située à 20/25 minutes à pied mais est mieux desservi par le métro de Glasgow (les stations de Kelvinbridge (en) et de St George's Cross subway station (en) sont à 10/15 minutes). Le stade est rapidement accessible depuis l'autoroute M8 ou par l'A81 (en).